# チョ・ジョンウン
チョ・ジョンウン（ハングル表記：조정은、1996年3月10日 - ）は、韓国の元子役、女優。ソウル特別市出身。血液型O型。

## 人物
- 香港の小学校では、『宮廷女官チャングムの誓い』が教材として活用され、修学旅行にはチョ・ジョンウンに会えるという。
  - （2007年/4月時点での情報。詳細）
- 3人兄弟の末っ子。（未確認情報、兄弟の構成は姉、兄、チョ・ジョンウン本人。）
- 現在、レウォンエンターテイメントに所属。
  - （詳細：）
- 同姓同名の有名人・芸能人がいる
  - 韓国のネットゲームプロチームであるルカフ・オズの総監督
  - ミュージカル女優

## 出演作品

### テレビドラマ
- 狎鴎亭（アックジョン）の宗家（2003年） - チョンギュの娘役
- 宮廷女官チャングムの誓い（2003年 - 2004年、MBC） - ソ・ジャングム（チャングム）（徐大長）/ テジャングム（大長今）（少女時代）役
- 烽火赤子心（2006年、中国ドラマ） - ユン・ボンギルの娘役
- 王と私（2007年、SBS） - ポドゥリ（少女時代）役
- 製パン王 キム・タック（2010年、KBS） - シン・ユギョン（少女時代）役（第1話 - 第6話、第10話）
- ミヘギョル～知られざる朝鮮王朝（2010年、tvN） - スクミ役
- ヴァンパイア探偵（2010年 - 2011年、OCN） - パク・ヒョンジュ役
- インス大妃（2011年 - 2012年、JTBC） - 定順（チョンスン）王妃役
- ドリームハイ2（2012年、KBS） - シン・ヘプン（高校生時代）役（第16話）
- 愛の贈りもの～My Blessed Mom～（2012年、SBS） - キム・ソニョン（少女時代）役
- キムチ～不朽の名作～（2012年、チャンネルA） - カン・サネ（少女時代）役
- TWO WEEKS（2013年、MBC） - パク・ジェギョン（少女時代）役
- 華政（2015年、MBC） - キム・ゲジ（少女時代）役

### バラエティ番組
- 日本テレビ ズームイン!!SUPER 投稿(秘)映像180発 年忘れ爆笑SP（2006年） - スペシャルゲストとして出演

### 映画
- 三日月と夜船（2005年） - ミョン・チョルネ役
- Super Kid（超班寶寶）（2006年、香港映画） - 原島大地の友達役
- むち（仮題）（2010年）
- ワンダフルラジオ（2012年）

## 韓国国外での活動
- 2005年 ヤン・ミギョンと一緒に来日し、ファンミーティングを実施。
- 2006年 日本テレビの年末特番のスペシャルゲストで来日。
- 2007年 東京ドームでの『宮廷女官チャングムの誓い』のファンミーティングでイ・ヨンエ、チ・ジニ、イム・ホ、イム・ヒョンシク、キョン・ミリ、ヨ・ウンゲ、パク・ウネ、キム・ソイと共に来日し、アカペラで『懐夫歌』を歌った。